# Лангдорф
Лангдорф (њем. Langdorf) општина је у њемачкој савезној држави Баварска. Једно је од 24 општинска средишта округа Реген. Према процјени из 2010. у општини је живјело 2.028 становника. Посједује регионалну шифру (AGS) 9276129.

## Географски и демографски подаци
Лангдорф се налази у савезној држави Баварска у округу Реген. Општина се налази на надморској висини од 645 метара. Површина општине износи 34,4 km². У самом мјесту је, према процјени из 2010. године, живјело 2.028 становника. Просјечна густина становништва износи 59 становника/km².

## Међународна сарадња
| Мјесто   | Држава   | Врста сарадње | Од    |
| -------- | -------- | ------------- | ----- |
| Местегње | Мађарска | контакт       | 1996. |
| Извор    |          |               |       |